# La Maddalena penitente
La Maddalena penitente ovvero Il Trionfo della Grazia
Oratorio para 3 solistas (SSA), cuerdas y bajo continuo con música de Alessandro Scarlatti y libreto del cardenal Benedetto Pamphili, estrenado en Roma en el teatro del Seminario Romano el 18 de marzo de 1685 en presencia de varios cardenales y de los mejores músicos romanos de la época. El oratorio tuvo un gran éxito en el estreno romano, al que siguieron representaciones en Módena (1686, con el título de La Maddalena pentita), Florencia (1693 y 1699, con el título de La conversione di Santa Maria Maddalena), Mantua (1695), Bolonia (1696, 1699 y 1704) y Viena (1701 y 1707).

## La Maddalena penitente ovvero Il Trionfo della Grazia
Oratorio in due parti a tre voci con strumenti. (Roma 1685)
| Maddalena | soprano |
| Penitenza | alto    |
| Gioventù  | soprano |

### Parte Prima
- Recitativo (Maddalena) - "Nel troppo del mio core"
- Aria (Maddalena) - "Gioventù senza tenari amori"
- Recitativo (Maddalena, Penitenza) - "Ma quale ahime si volga"
- Aria (Maddalena) - "Il cammin di lieta prora"
- Recitativo (Penitenza) - "No'l nego, è ver, la Penitenza io sono"
- Aria (Penitenza) - "Il piacer nel teatro del mondo"
- Recitativo (Maddalena) - "Forse tu narri il vero"
- Dueto (Penitenza, Maddalena) - "Perché tù mi fuggi?
- Recitativo (Gioventù) - "Donna Vaga, e gentil"
- Aria (Gioventù) - "Se fuggon quelgi anni"
- Aria (Maddalena) - "Dal fiore degli anni"
- Aria (Gioventù) - "Ma poi siam più tardi"
- Aria (Maddalena) - "Sia lunga, gradita"
- Recitativo (Penitenza) - "Mà poi?"
- Aria (Maddalena) - "Mondo, le gioie tue son corte"
- Recitativo (Penitenza) - "Anima destinata a eterne pene"
- Dueto (Penitenza, Maddalena) - "Risolvi Seguirmi?/Seguirti? chi sà?"
- Recitativo (Penitenza, Maddalena) - "Ma come?"
- Aria (Maddalena) - "Non piango, ma parmi"
- Recitativo (Penitenza) - "Figlia, tal'hora il Cielo"
- Aria (Penitenza) - "Non ha sempre severo"
- Recitativo (Gioventù) - "Oltraggia la belleza"
- Aria (Gioventù) - "Goda ogn'un quella pace"
- Recitativo (Maddalena, Gioventù) - "Aspra è la via"
- Aria (Gioventù) - "Ne l'età destinata agli amori"
- Recitativo (Penitenza, Gioventù, Maddalena) - "Dimmi, incauta donzella"
- Aria (Maddalena) - "Risolvo di più non vedervi"

### Parte Seconda
- Aria (Penitenza) - "Ma in quel core cangiato in pietra·
- Recitativo (Penitenza) - "Figlia, già nel tuo viso"
- Aria (Maddalena) - "Sento a l'alma nova vita"
- Recitativo (Penitenza) - "No, che questi sono"
- Aria (Penitenza) - "Sospenda le lacrime il ciglio"
- Recitativo (Penitenza) - "Lungi non è quel giorno"
- Recitativo (Maddalena, Penitenza) - "Vanto di penitente"
- Aria (Penitenza) - "Spiriti voi, che in ciel reggete"
- Sinfonia vaga, e soave, che descriva il moto dei Cieli
- Recitativo (Maddalena) - "Spiriti beati, o quale"
- Aria (Maddalena) - "Godo, ma come·
- Recitativo (Penitenza, Gioventù) - "Mio Dio, del cielo a l'opre"
- Aria (Gioventù) - "Fù mio vanto ad ogni sguardo"
- Recitativo (Penitenza) - "Cara, e gentile amica"
- Aria (Gioventù) - "Già di fiori per cingemi altera"
- Recitativo (Maddalena, Penitenza) - "Se di troncar tu godi"
- Dueto (Maddalena, Gioventù) - "Per far bella la mia pace"
- Recitativo (Penitenza) - "Diasi fine a le pene"
- Aria (Penitenza) - "Il mio piede felici seguite"
- Recitativo (Penitenza, Gioventù) - "Mondo, per darsi a Dio"
- Aria (Gioventù) - "Mio Giesù, quando s'accende"
- Recitativo (Maddalena) - "Su, quel sentier si preda"
- Aria (Penitenza) - "Bell'honor di Primavera!"
- Recitativo (Penitenza) - "Erra l'human desio"

Alessandro Scarlatti

## Manuscritos
- Manuscrito de la Biblioteca Nazionale Centrale de Roma (enlace roto disponible en Internet Archive; véase el historial, la primera versión y la última).
- Manuscrito de la Biblioteca Estense de Módena (enlace roto disponible en Internet Archive; véase el historial, la primera versión y la última).

## Grabaciones
- Alessandro Scarlatti: La Maddalena. L'Europa Galante, Fabio Biondi. OPUS 111 OPS 30-96

- Datos: Q5964152